# Alexander Konychev
Alexander Konychev (* 25. července 1998) je italský cyklista jezdící za UCI ProTeam Team Corratec–Selle Italia. Je syn bývalého ruského profesionálního cyklisty Dmitrije Konyševa a narodil se, když jeho otec závodil v Itálii za tým Mercatone Uno–Bianchi.

## Hlavní výsledky
2016
Giro di Basilicata
2. místo celkově
4. místo Giro delle Conche
Národní šampionát
5. místo časovka juniorů
5. místo Trofeo Emilio Paganessi
2017
6. místo MO Città di Monza
8. místo Memorial Danilo Ferrari
8. místo Medaglia d'Oro Nino
2018
vítěz Trofeo Montelupo
vítěz GP Industria Commercio e Artigianato di Porcari
Tour de Nouvelle-Calédonie
2. místo celkově
vítěz etap 1 (TTT), 6, 9 a 10
2. místo Gran Premio Sportivi Poggio
2. místo Circuito Castelnovese
Národní šampionát
2. místo týmová časovka do 23 let
5. místo časovka do 23 let
5. místo GP San Luigi–Caselle
6. místo Gran Premio Possenta
7. místo GP Città di Empoli
8. místo Gran Premio della Liberazione
10. místo Coppa Giulio Burci
2019
vítěz L'Étoile d'Or
2. místo Versilia Michele Bartoli TTT
2. místo Coppa Collecchio
4. místo Coppa Bernocchi
4. místo Gran Premio la Torre
Národní šampionát
5. místo časovka do 23 let
5. místo Firenze–Empoli
6. místo Grand Prix d'Isbergues
9. místo Memorial Cappellini Toscano
10. místo Strade Bianche di Romagna
10. místo Dalle Mura al Muro
2021
Národní šampionát
5. místo silniční závod
2023
8. místo GP Vorarlberg

### Výsledky na Grand Tours
| Grand Tour      | 2023 |
| --------------- | ---- |
| Giro d'Italia   | 100  |
| Tour de France  | —    |
| Vuelta a España | —    |

| —   | Nezúčastnil se |
| DNF | Nedokončil     |